# دايفيد خيمينيز كاريراس
دايفيد خيمينيز كاريراس (بالإسبانية: David Giménez Carreras) (و. 1964  م) هو موزع (موسيقى) إسباني، ولد في برشلونة.

## التعليم
تعلم في الأكاديمية الملكية للموسيقى، وتعلم في جامعة الموسيقى والفنون التعبيرية في فيينا، وتعلم في المعهد الموسيقي الأعلى لليكاو
.